# Аррон
Арро́н (фр. Arronnes) — коммуна во Франции, находится в регионе Овернь. Департамент коммуны — Алье. Входит в состав кантона Ле-Мейе-де-Монтань. Округ коммуны — Виши.
Код INSEE коммуны — 03008.

## Население
Население коммуны на 2008 год составляло 354 человека.
| 1962 | 1968 | 1975 | 1982 | 1990 | 1999 | 2008 |
| ---- | ---- | ---- | ---- | ---- | ---- | ---- |
| 316  | 375  | 329  | 329  | 299  | 332  | 354  |

## Экономика
В 2007 году среди 214 человек в трудоспособном возрасте (15—64 лет) 163 были экономически активными, 51 — неактивными (показатель активности — 76,2 %, в 1999 году было 72,9 %). Из 163 активных работали 141 человек (77 мужчин и 64 женщины), безработных было 22 (9 мужчин и 13 женщин). Среди 51 неактивных 12 человек были учениками или студентами, 20 — пенсионерами, 19 были неактивными по другим причинам.

## Достопримечательности
- Романская церковь Сен-Леже